# 758
758 (DCCLVIII) je bilo navadno leto, ki se je po julijanskem koledarju začelo na nedeljo.

## Dogodki
- 1. januar

## Rojstva
Neznan datum
- Hildegarda Vinzgauska, kraljica Frankov in Langobardov († 783)
- Vnislav, legendarni češki knez († 833)